# Латвия на «Евровидении-2012»
Латвия принимала участие в конкурсе песни Евровидение 2012 в Баку, Азербайджан. Представитель был выбран путём национального отбора, состоящего из веб-отбора, полуфиналов и финала конкурса Eirodziesma 2012, организованных Латвийским национальным вещателем LTV.

## Eirodziesma 2012
LTV официально открыл приём заявок на конкурс Eirodziesma 2012 1 сентября 2011 года. Любой исполнитель мог отправить не более 2 песен до 14 октября 2011 года. 15 октября было объявлено, что на отбор поступила 71 заявка.
В 2012 году вступили в силу некоторые изменения. Интернет-голосование было открыто с 20 октября до 1 ноября 2011 года на сайте, где имена исполнителей были засекречены.
Профессиональное жюри, состоящее из 7 человек, определило окончательный список из 20 песен, которые были допущены к участию в полуфиналах Eiodziesma 2012. Авторы и песни были представлены на пресс-конференции 8 ноября 2011 года, а имена исполнителей объявлены 1 декабря 2011 года. Участники проходили прослушивание перед жюри, которое решало оставить данного артиста, либо отклонить.
Полуфиналы Eirodziesma 2012 состоялись 7 и 14 января 2012 года, в каждом из которых приняли участие по 10 исполнителей.

### Первый полуфинал
| Номер | Исполнитель                     | Песня                            | Авторы                                                | Место (жюри) |
| ----- | ------------------------------- | -------------------------------- | ----------------------------------------------------- | ------------ |
| 1     | Atis Ieviņš                     | «Dancer»                         | Artūrs Mangulis                                       | 7            |
| 2     | Nikolajs Puzikovs               | «Mīlestības nevar būt par daudz» | Artūrs Palkevičs, Guntars Račs                        | 9            |
| 3     | Maia                            | «No Limits To Dream»             | Edgars Beļickis, Edgars Jass, Raitis Aukšmuksts, Maia | 4            |
| 4     | Samanta Tīna & Dāvids Kalandija | «I Want You Back»                | Mārtiņš Grunte, Oskars Maizītis                       | 3            |
| 5     | Angelina & Alisa May            | «Rollin’ Up»                     | Jevgeņijs Ustinskovs, Alisa May                       | 10           |
| 6     | Laura Bicāne & Romāns Sladzis   | «Freakin’ Out»                   | Laura Bicāne                                          | 8            |
| 7     | Paula Dukure                    | «Celebration»                    | Edijs Dukurs, Miks Dukurs                             | 1            |
| 8     | Andris Ābelīte                  | «We Can»                         | Andris Ābelīte                                        | 6            |
| 9     | Rūta Dūduma                     | «My World»                       | Rūta Dūduma                                           | 5            |
| 10    | PeR                             | «Disco Superfly»                 | Ralfs Eilands, Edmunds Rasmanis                       | 2            |

### Второй полуфинал
| Номер | Исполнитель               | Песня                 | Авторы                             | Место (жюри) |
| ----- | ------------------------- | --------------------- | ---------------------------------- | ------------ |
| 1     | Miks Dukurs & NBC         | «Sweet For Me»        | Miks Dukurs, Georgijs Girbu        | 6            |
| 2     | Valters Gleške & Lība Ēce | «Better World»        | Valters Gleške, Māris Orehovs      | 9            |
| 3     | The 4                     | «Get It Started»      | BuGaGa Project , Sandris Vestmanis | 8            |
| 4     | Анмари                    | «Beautiful Song»      | Ivars Makstnieks, Rolandiņš        | 4            |
| 5     | Paul Swan                 | «Wanna Be With You»   | Kaspars Pudniks, Paul Swan         | 10           |
| 6     | Roberts Pētersons         | «She’s a Queen»       | Austris Rietums, Līga Markova      | 5            |
| 7     | Samanta Tīna              | «For Father»          | Elmārs Orols, Samanta Tīna         | 7            |
| 8     | Elizabete Zagorska        | «You Are a Star»      | Atis Auzāns, Kārlis Streips        | 2            |
| 9     | Mad Show Boys             | «Music Thief»         | Garijs Poļskis                     | 1            |
| 10    | Triānas parks             | «Stars Are My Family» | Aivars Rakovskis, Agnese Rakovska  | 3            |

### Финал
Из каждого полуфинала в финальную стадию конкурса прошли по 5 исполнителей, которые были отобраны голосованием жюри и телезрителей в пропорции 50/50. Такая же система была использована для определения победителя финала, прошедшего 18 февраля 2012 года в городе Вентспилсе.
| Номер | Исполнитель                     | Песня                     | Авторы                             | Баллы | Результат |
| ----- | ------------------------------- | ------------------------- | ---------------------------------- | ----- | --------- |
| 1     | Rūta Dūduma                     | «My World»                | Rūta Dūduma                        | 18    | 4         |
| 2     | Samanta Tīna & Dāvids Kalandija | «I Want You Back»         | Mārtiņš Grunte , Oskars Maizītis   |       |           |
| 3     | PeR                             | «Disco Superfly»          | Ralfs Eilands , Edmunds Rasmanis   | 13    | 5         |
| 4     | Triānas parks                   | «Stars Are My Family»     | Aivars Rakovskis , Agnese Rakovska | 6     | 9         |
| 5     | Paula Dukure                    | «Celebration»             | Edijs Dukurs , Miks Dukurs         | 11    | 6         |
| 6     | Andris Ābelīte                  | «We Can Change The World» | Andris Ābelīte                     | 11    | 6         |
| 7     | Анмари                          | «Beautiful Song»          | Ivars Makstnieks , Rolandiņš       |       |           |
| 8     | Elizabete Zagorska              | «You Are a Star»          | Atis Auzāns , Kārlis Streips       | 2     | 10        |
| 9     | Mad Show Boys                   | «Music Thief»             | Garijs Poļskis                     |       |           |
| 10    | Roberts Pētersons               | «She’s a Queen»           | Austris Rietums , Līga Markova     | 11    | 6         |

### Супер-финал
| Номер | Исполнитель                     | Песня             | Результат |
| ----- | ------------------------------- | ----------------- | --------- |
| 1     | Samanta Tīna & Dāvids Kalandija | «I Want You Back» | 2         |
| 2     | Анмари                          | «Beautiful Song»  | 1         |
| 3     | Mad Show Boys                   | «Music Thief»     | 3         |

## Евровидение
Представительница Латвии Анмари представила свою страну в первом полуфинале конкурса, который состоялся 22 мая, и, набрав 17 очков, не квалифицировалась в финал, заняв 16-е место.